# Neal Eardley
Neal James Eardley (Llandudno, 6 novembre 1988) è un ex calciatore gallese, di ruolo difensore.

## Carriera

### Club
Durante la sua carriera gioca prima con l'Oldham Athletic, provenendo dalle sue giovanili, e poi con il Blackpool, che nella stessa stagione viene promosso in Premier League.

### Nazionale
Dal 2007 al 2011 ha preso parte a 16 partite con la maglia della nazionale gallese.

## Statistiche

### Cronologia presenze e reti in nazionale
| Cronologia completa delle presenze e delle reti in nazionale ― Galles | Cronologia completa delle presenze e delle reti in nazionale ― Galles | Cronologia completa delle presenze e delle reti in nazionale ― Galles | Cronologia completa delle presenze e delle reti in nazionale ― Galles | Cronologia completa delle presenze e delle reti in nazionale ― Galles | Cronologia completa delle presenze e delle reti in nazionale ― Galles | Cronologia completa delle presenze e delle reti in nazionale ― Galles | Cronologia completa delle presenze e delle reti in nazionale ― Galles |
| Data                                                                  | Città                                                                 | In casa                                                               | Risultato                                                             | Ospiti                                                                | Competizione                                                          | Reti                                                                  | Note                                                                  |
| --------------------------------------------------------------------- | --------------------------------------------------------------------- | --------------------------------------------------------------------- | --------------------------------------------------------------------- | --------------------------------------------------------------------- | --------------------------------------------------------------------- | --------------------------------------------------------------------- | --------------------------------------------------------------------- |
| 22-8-2007                                                             | Burgas                                                                | Bulgaria                                                              | 0 – 1                                                                 | Galles                                                                | Amichevole                                                            | -                                                                     | 46’                                                                   |
| 17-10-2007                                                            | Serravalle                                                            | San Marino                                                            | 1 – 2                                                                 | Galles                                                                | Qual. Euro 2008                                                       | -                                                                     |                                                                       |
| 17-11-2007                                                            | Cardiff                                                               | Galles                                                                | 2 – 2                                                                 | Irlanda                                                               | Qual. Euro 2008                                                       | -                                                                     | 81’                                                                   |
| 6-2-2008                                                              | Wrexham                                                               | Galles                                                                | 3 – 0                                                                 | Norvegia                                                              | Amichevole                                                            | -                                                                     | 59’                                                                   |
| 26-3-2008                                                             | Lussemburgo                                                           | Lussemburgo                                                           | 0 – 2                                                                 | Galles                                                                | Amichevole                                                            | -                                                                     | 65’                                                                   |
| 28-5-2008                                                             | Reykjavík                                                             | Islanda                                                               | 0 – 1                                                                 | Galles                                                                | Amichevole                                                            | -                                                                     | 49’                                                                   |
| 1-6-2008                                                              | Rotterdam                                                             | Paesi Bassi                                                           | 2 – 0                                                                 | Galles                                                                | Amichevole                                                            | -                                                                     | 87’                                                                   |
| 20-8-2008                                                             | Swansea                                                               | Galles                                                                | 1 – 2                                                                 | Georgia                                                               | Amichevole                                                            | -                                                                     |                                                                       |
| 19-11-2008                                                            | Copenaghen                                                            | Danimarca                                                             | 0 – 1                                                                 | Galles                                                                | Amichevole                                                            | -                                                                     | 87’                                                                   |
| 6-6-2009                                                              | Baku                                                                  | Azerbaigian                                                           | 0 – 1                                                                 | Galles                                                                | Qual. Mondiali 2010                                                   | -                                                                     |                                                                       |
| 12-8-2009                                                             | Podgorica                                                             | Montenegro                                                            | 2 – 1                                                                 | Galles                                                                | Amichevole                                                            | -                                                                     | 51’                                                                   |
| 10-10-2009                                                            | Helsinki                                                              | Finlandia                                                             | 2 – 1                                                                 | Galles                                                                | Qual. Mondiali 2010                                                   | -                                                                     | 83’                                                                   |
| 14-10-2009                                                            | Vaduz                                                                 | Liechtenstein                                                         | 0 – 2                                                                 | Galles                                                                | Qual. Mondiali 2010                                                   | -                                                                     | 87’                                                                   |
| 11-8-2010                                                             | Llanelli                                                              | Galles                                                                | 5 – 1                                                                 | Lussemburgo                                                           | Amichevole                                                            | -                                                                     | 85’                                                                   |
| 8-2-2011                                                              | Dublino                                                               | Irlanda                                                               | 3 – 0                                                                 | Galles                                                                | Amichevole                                                            | -                                                                     | 46’                                                                   |
| 25-5-2011                                                             | Dublino                                                               | Scozia                                                                | 3 – 1                                                                 | Galles                                                                | Amichevole                                                            | -                                                                     | 60’                                                                   |
| Totale                                                                |                                                                       | Presenze                                                              | 16                                                                    |                                                                       | Reti                                                                  | 0                                                                     |                                                                       |

## Palmarès

### Club

#### Competizioni nazionali
- Football League Two: 1

Lincoln City: 2018-2019
- English Football League Trophy: 1

Lincoln City: 2017-2018
- Coppa di Lega gallese: 1

Connah's Quay: 2021-2022

### Individuale
- Squadra dell'anno della PFA: 1

2008-2009